# Henryk Żyto
Henryk Żyto (ur. 1 listopada 1936 w Poniecu, zm. 7 marca 2018 w Gdańsku) – polski żużlowiec i trener sportu żużlowego.

## Życiorys
Trzykrotny medalista Indywidualnych Mistrzostw Polski: złoty (Rybnik 1963), srebrny (Rzeszów 1962) i brązowy (Rzeszów 1961). Sześciokrotny zwycięzca Memoriałów Alfreda Smoczyka w Lesznie (1957, 1958, 1959, 1962, 1963, 1964), zwycięzca turnieju o Łańcuch Herbowy Miasta Ostrowa Wielkopolskiego (1959), zdobywca II m. (1961) i III m. (1963) w turniejach o "Złoty Kask, zdobywca II m. w Memoriale im. Zbigniewa Raniszewskiego w Bydgoszczy (1961), zdobywca III m. w Criterium Asów w Bydgoszczy (1959).
Drużynowy Mistrz Świata (Wrocław 1961), dwukrotny uczestnik finałów Indywidualnych Mistrzostw Świata: Londyn 1960 – XIII m., Londyn 1962 – nie startował (był zawodnikiem rezerwowym).
W rozgrywkach o Drużynowe Mistrzostwo Polski startował w latach 1953–1980, reprezentując kluby: Unia Leszno (1953–1964) oraz Wybrzeże Gdańsk (1965–1980). Był pięciokrotnym medalistą DMP: dwukrotnie srebrnym (1967, 1978) oraz trzykrotnie brązowym (1958, 1962, 1965). W 1960 r. uczestniczył w rozgrywkach brytyjskiej ligi żużlowej, jako zawodnik klubu Coventry Bees.

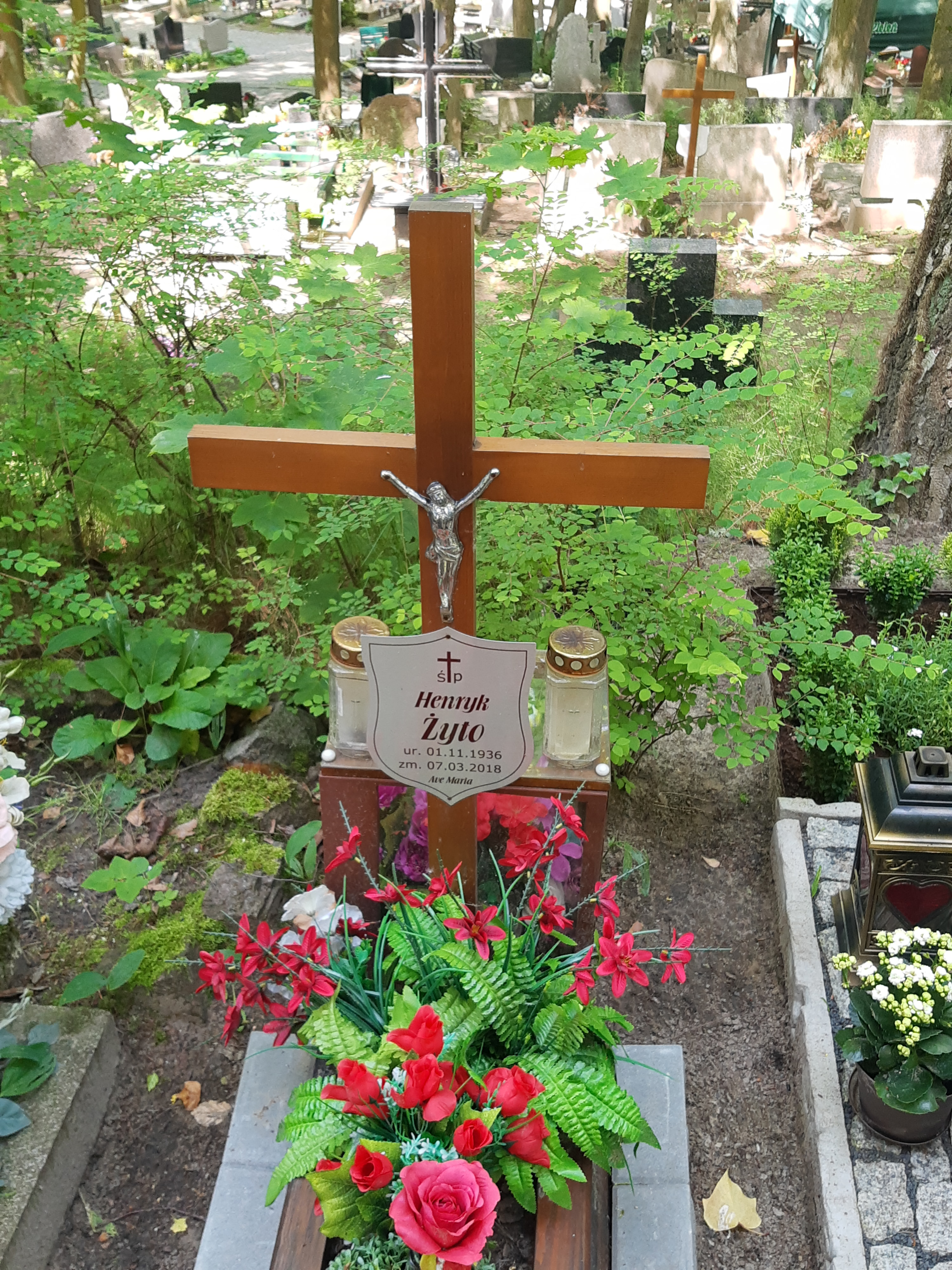
Grób Henryka Żyto na Cmentarzu Srebrzysko

Jeszcze przed zakończeniem kariery zawodniczej pracował jako trener. Za swoje osiągnięcia został odznaczony Krzyżem Kawalerskim Orderu Odrodzenia Polski. Został pochowany na cmentarzu Srebrzysko w Gdańsku.
Został pochowany na cmentarzu Srebrzysko w Gdańsku (rejon VII, taras V-skarpa-19).
Jego syn, Piotr (ur. 1962), również był żużlowcem, a obecnie jest trenerem.

## Osiągnięcia

### Drużynowe Mistrzostwa Polski– Sezon zasadniczy najwyższej klasy rozgrywkowej
| Sezon | Klub            | Miejsce | Liga   | Średnia/bg | Średnia/mc | Pkt      | Bonusy | Razem    | Komplety    | Biegi | Mecze |
| ----- | --------------- | ------- | ------ | ---------- | ---------- | -------- | ------ | -------- | ----------- | ----- | ----- |
| 1963  | Unia Leszno     | 4       | I Liga | 2,788 (1)  | 12,000 (1) | 144 (1)  | 1      | 145 (1)  | 4 – (1 pł.) | 52    | 12    |
| 1964  | Unia Leszno     | 8       | I Liga | 2,087      | 9,400      | 47 (36)  | 1      | 48 (41)  | 1           | 23    | 5     |
| 1965  | Wybrzeże Gdańsk |         | I Liga | 1,982 (18) | 7,500 (18) | 105 (16) | 8      | 113 (14) | 2           | 57    | 14    |
| 1966  | Wybrzeże Gdańsk | 4       | I Liga | 1,949 (20) | 7,571 (19) | 106 (16) | 9      | 115 (16) | 1 – (1 pł.) | 59    | 14    |

W nawiasie miejsce w danej kategorii (śr/b oraz śr/m – przy założeniu, że zawodnik odjechał minimum 50% spotkań w danym sezonie)